# 圣安多尼圣殿 (米兰)
圣安多尼圣殿（Santuario di Sant'Antonio di Padova）是一座天主教宗座圣殿，位于意大利伦巴第大区米兰，由方济各会负责管理，供奉里斯本的圣安多尼。它位于卡洛法里尼街（via Carlo Farini），距离米兰纪念墓园和米兰加里波底门站不远。

## 历史
1870年，方济各会在泰纳利亚门（Porta Tenaglia）外，建了一座“圣地济贫院”（Ospizio di Terra Santa），毗邻的修道院和小堂，敬禮於圣母无染原罪，建于1875年至1876年。1898年，修道院成为方济各会会省总部（一直到1954年），因此决定新建一座较大的教堂。
目前的建筑由米兰建筑师保罗·塞萨·比安奇设计，建于1902-1906年。1927-1932年，该堂扩建了走道、两侧小堂以及钟楼，由乌戈·赞切塔设计。1937年7月18日，该堂由保祿六世升格为宗座圣殿。1957年成立了本堂区。1971年，该堂改造祭衣间和祭坛。1995年至2001年，该堂内外进行一系列保守性修复。

## 建筑

### 外部
圣安多尼圣殿位于彼得罗·马龙切利街（Via Pietro Maroncelli）与卡洛法里尼街（Via Carlo）的交汇处，它前面有一个三角形小花坛，中间有一个喷泉，上面装饰着一座青铜雕像，描绘圣安多尼向鱼讲道。这是雕塑家朱塞佩·马雷托的作品。雕于1932年，安多尼诞辰700周年之际，基座上有雕塑家的签名：朱塞佩·马雷托，1932年。
教堂的立面是新巴洛克风格，灵感来自18世纪-19世纪的米兰建筑。
圣殿左侧的钟楼高55米，.新艺术运动风格

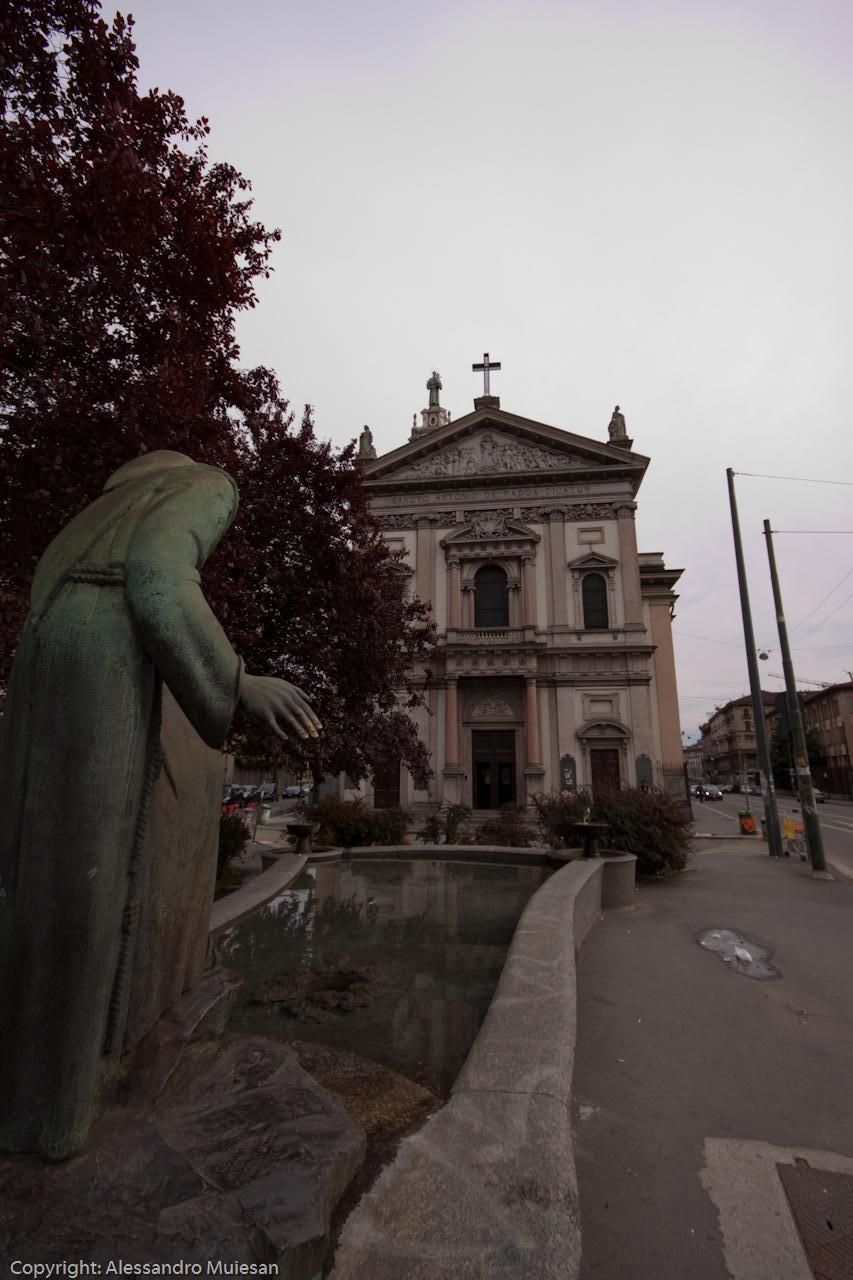
La chiesa e la fontana con San Francesco
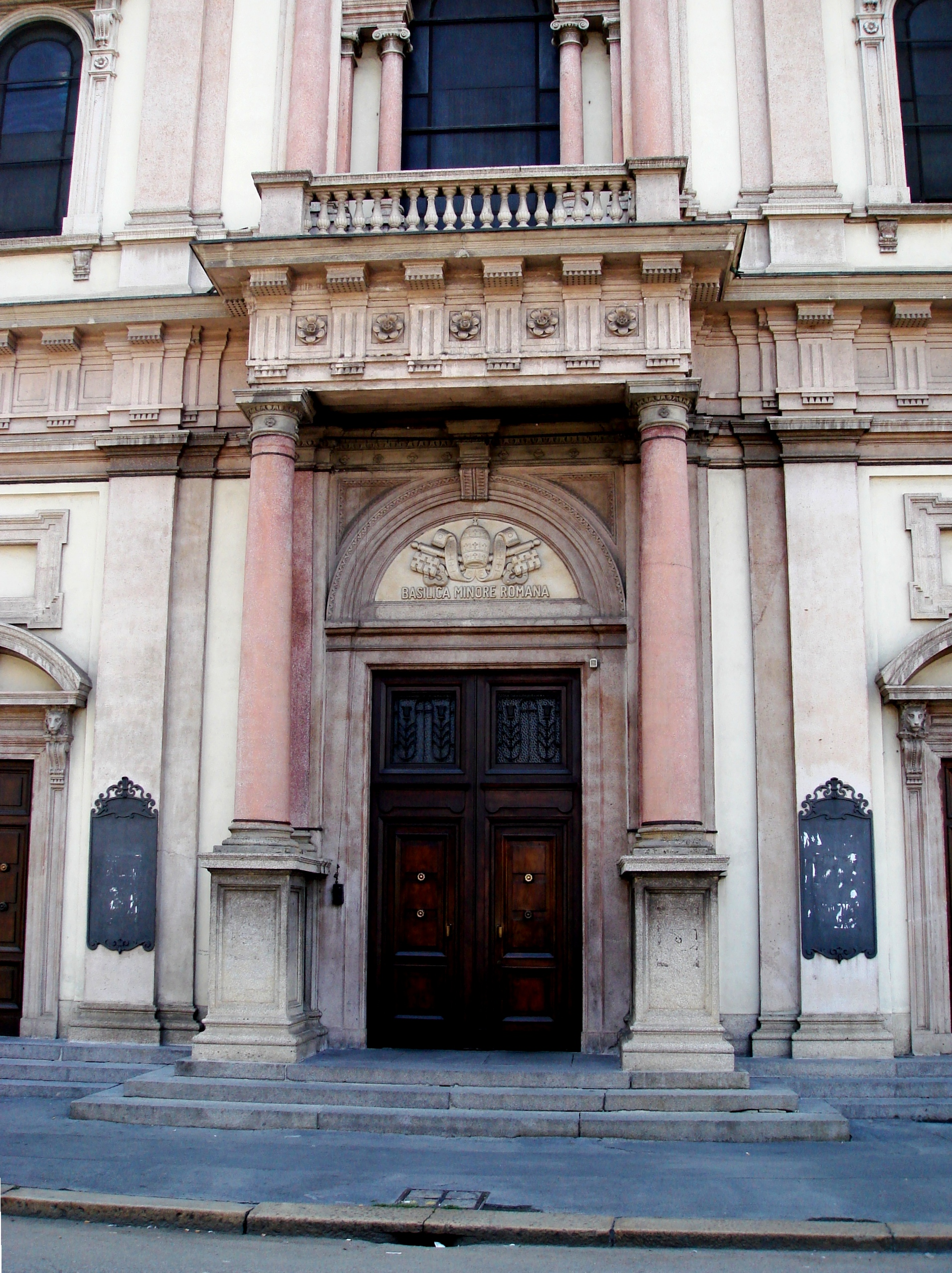
正门
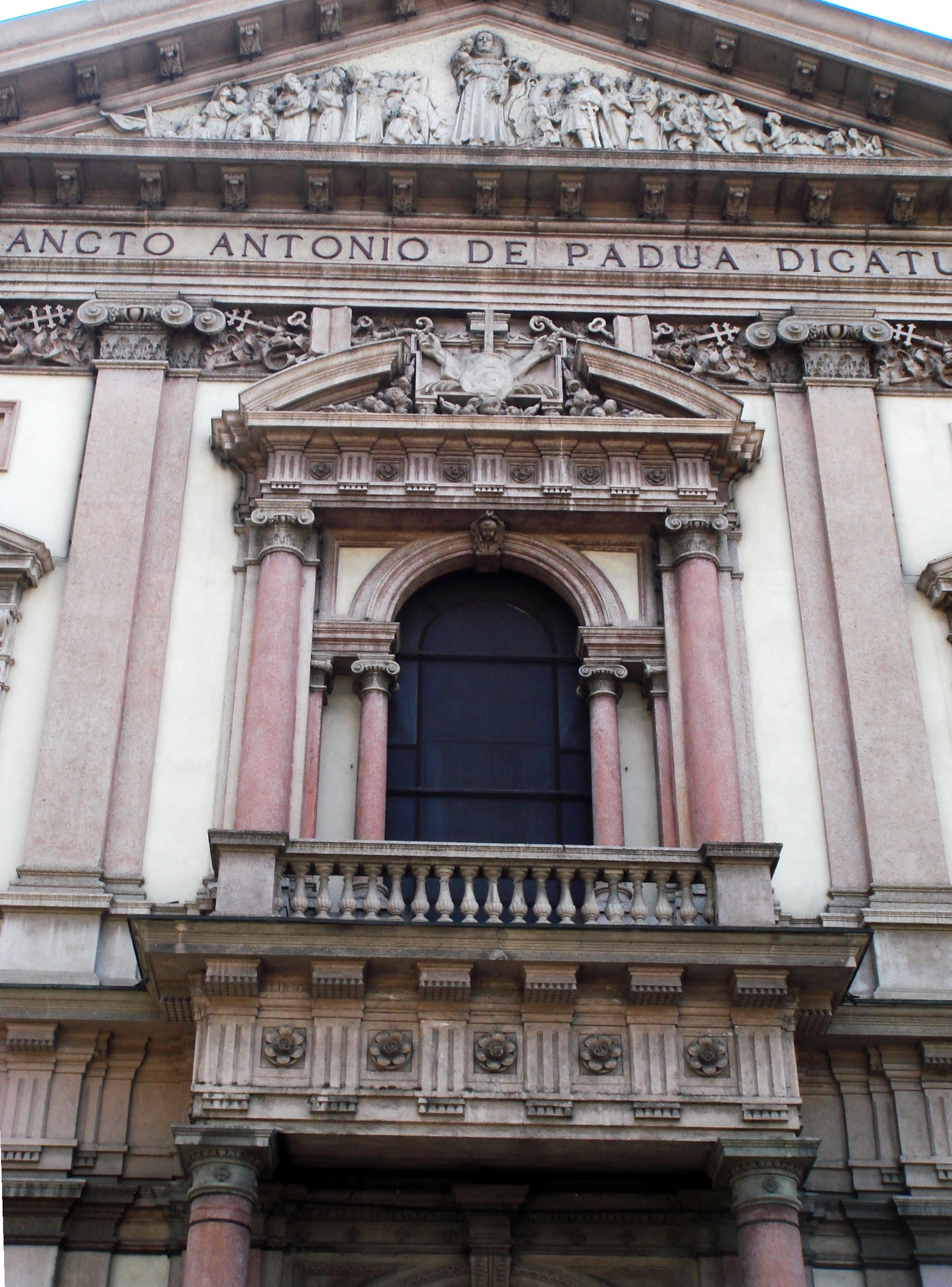
La finestra a serliana
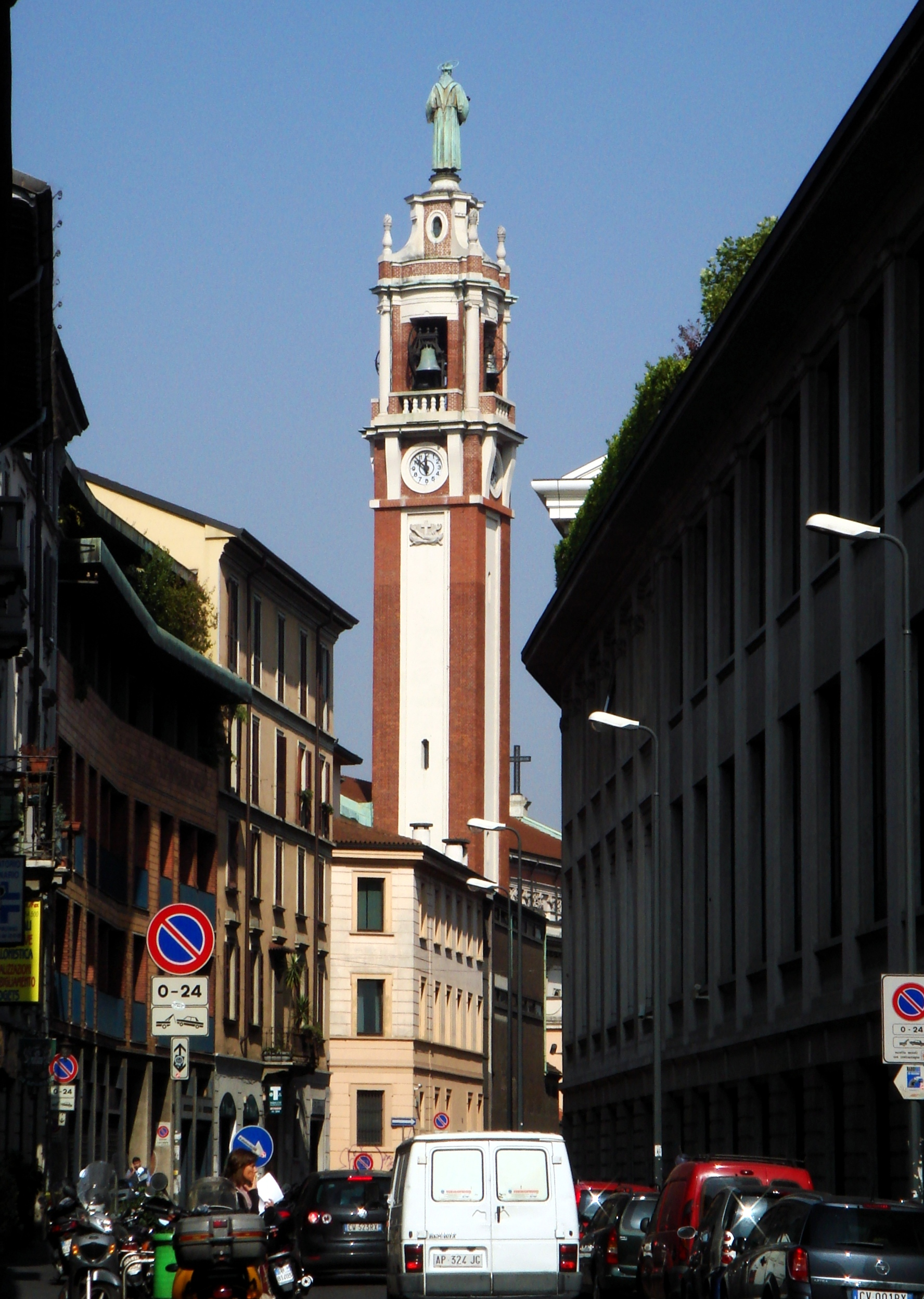
钟楼
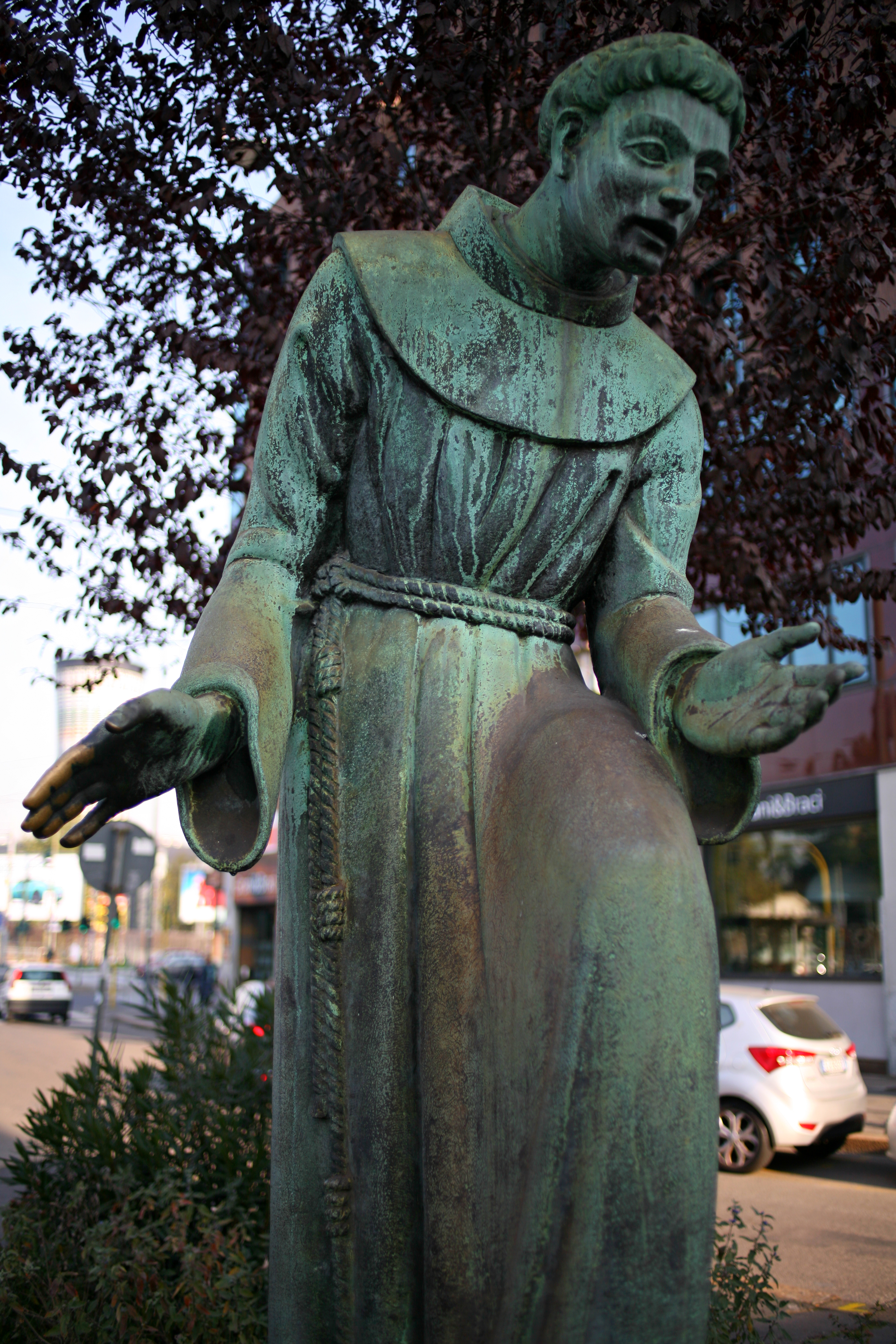
青铜雕像 (1932)

### 内部
教堂的内部属于折衷主义风格，兼有新古典主义、新文艺复兴和新巴洛克元素。
圣殿两侧各有三个小堂 右侧的小堂分别供奉若瑟、方济各和耶稣圣心，左侧的小堂分别供奉耶稣苦像、嘉勒和圣母玛利亚。在祭坛下方的圣安多尼小堂，埋葬着1989年7月9日在索马里摩加迪沙遇害的天主教摩加迪沙教区主教萨尔瓦托雷·科伦布主教、贝尔纳迪诺·比吉、富尔根齐奥·拉扎蒂等人的遗体。

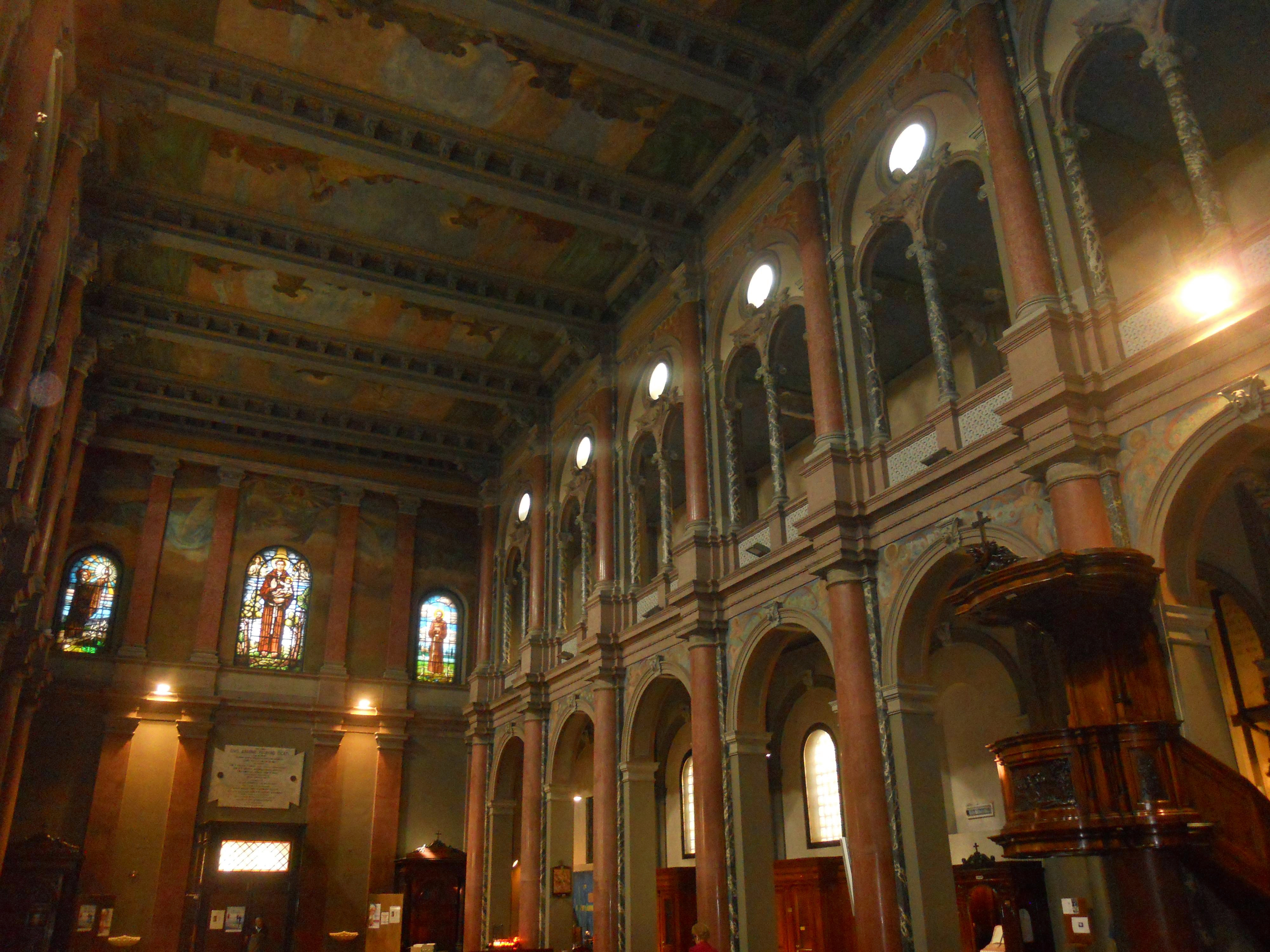
Interno verso la controfacciata
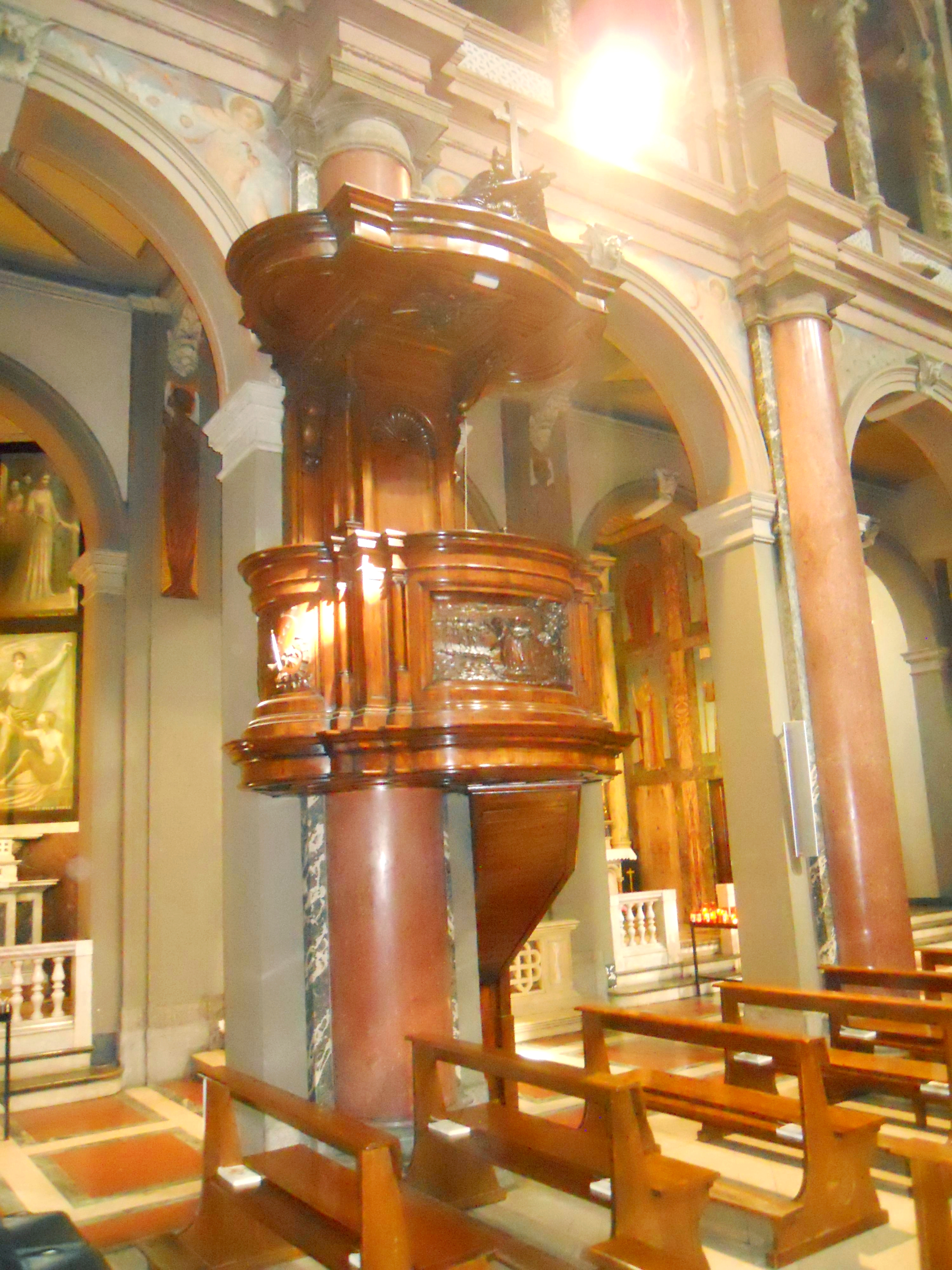
Il pulpito
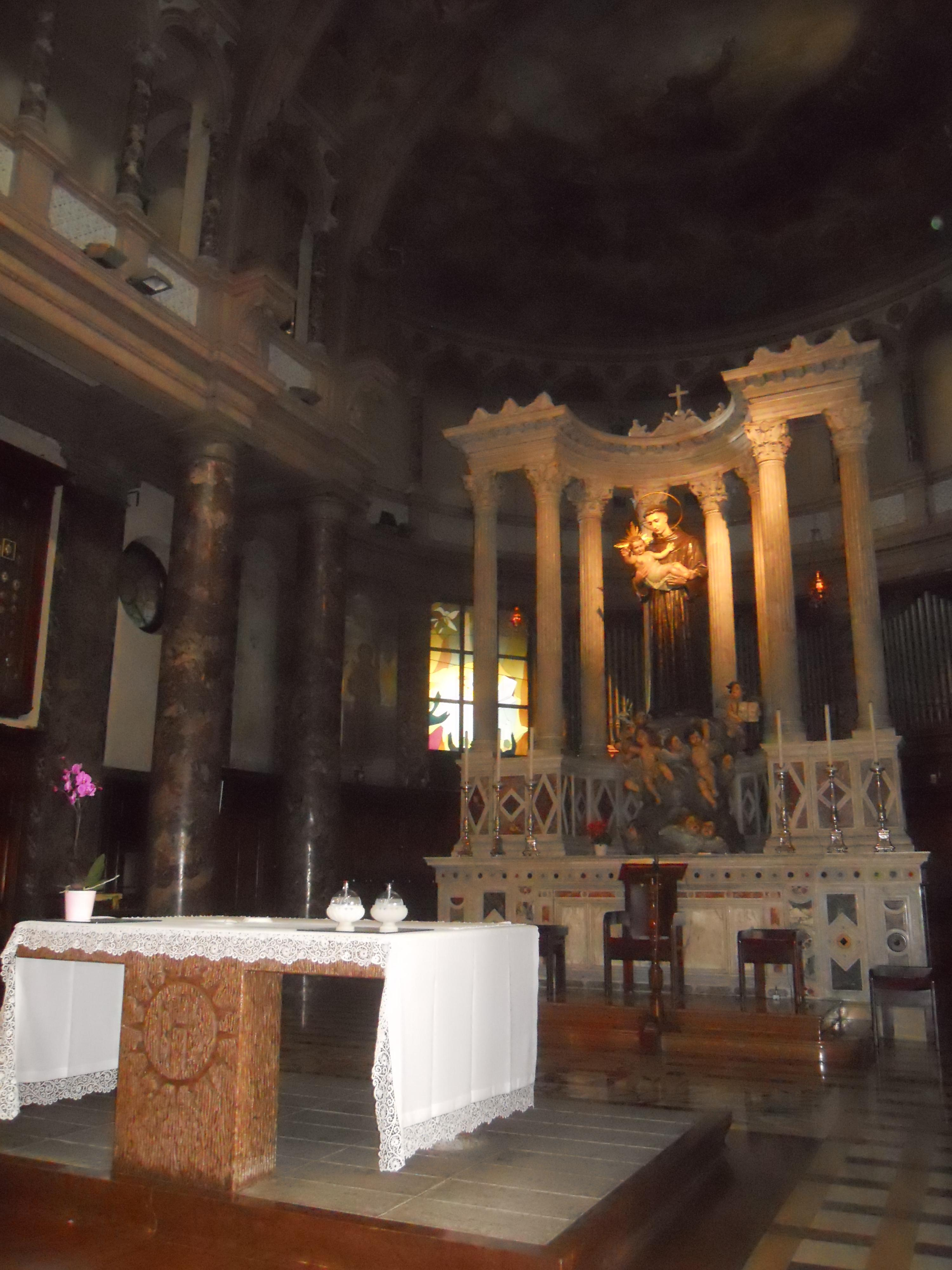
祭衣间
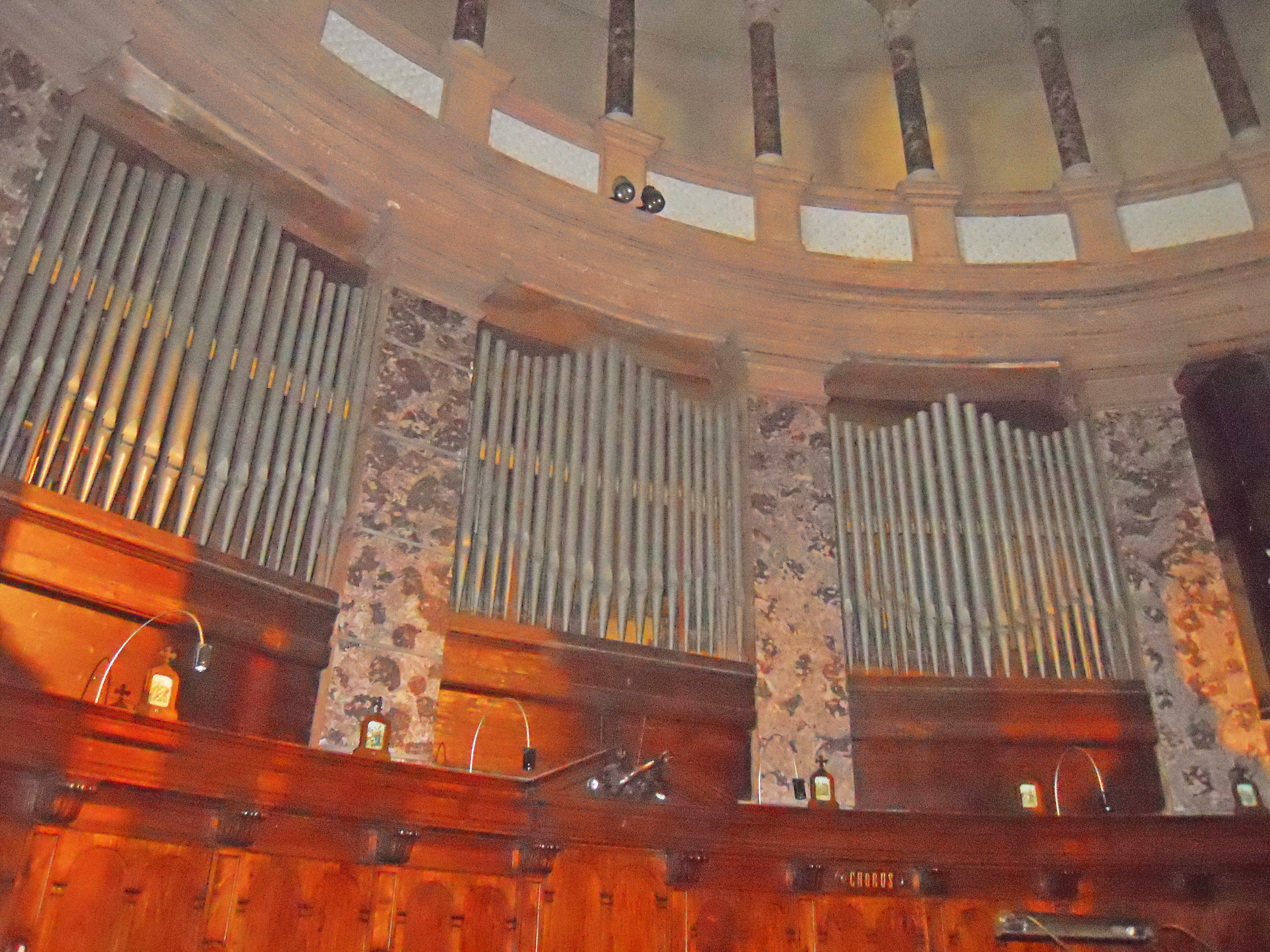
管风琴